# André Pirro

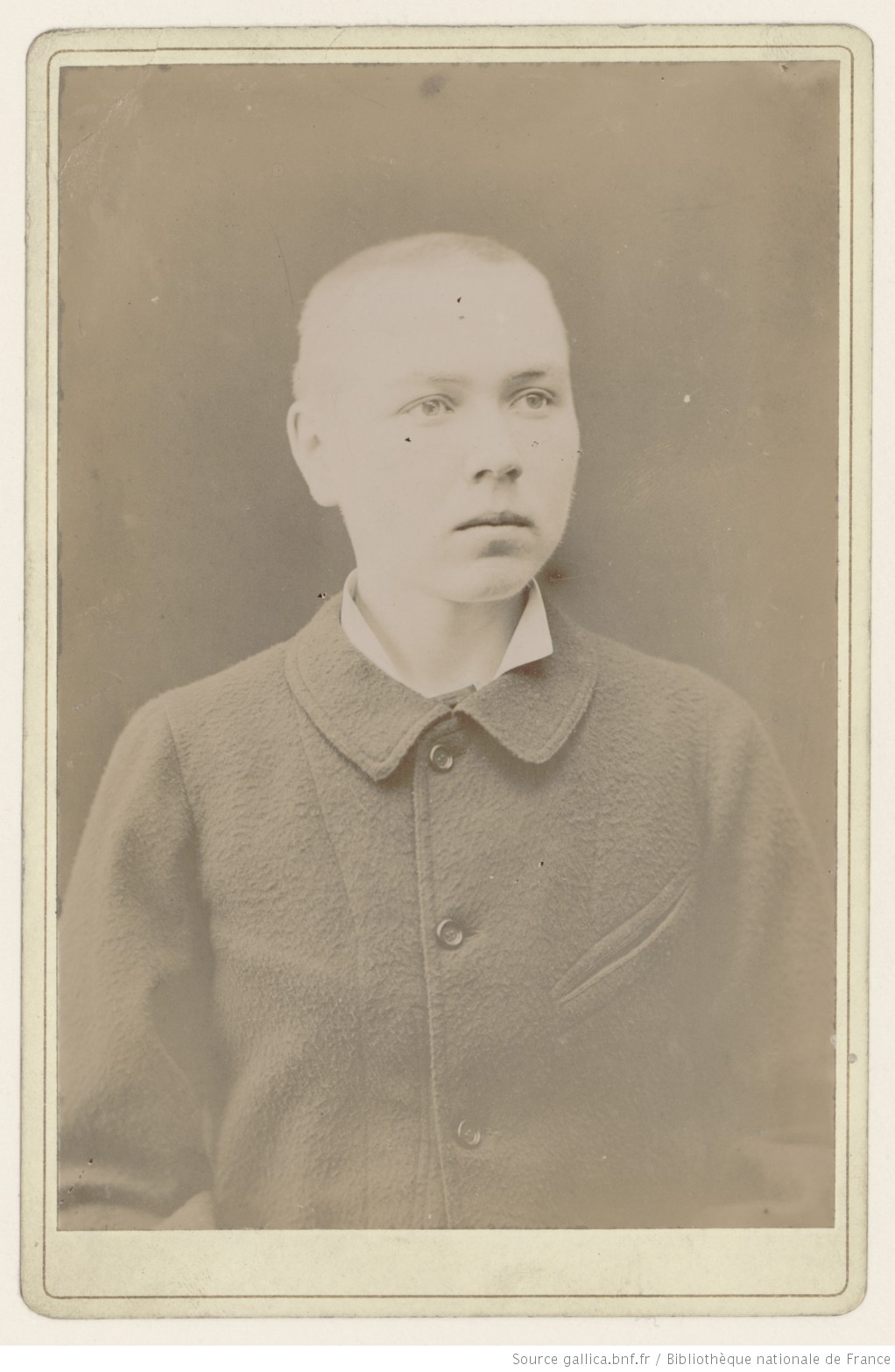
André Pirro (1880)

André Pirro (* 12. Februar 1869 in Saint-Dizier, Département Haute-Marne; † 11. November 1943 in Paris) war ein französischer Musikwissenschaftler und Organist.

## Leben und Werk
André Pirro erhielt seinen ersten Musikunterricht von seinem Vater Jean Pirro. 1889 ging er nach Paris, wo er am Konservatorium die Orgelklassen von César Franck und Charles-Marie Widor besuchte. 1896 wurde er Lehrer für Orgel und Musikgeschichte an der Pariser Schola Cantorum. Seit 1904 unterrichtete er auch an der École des Hautes Études Sociales. 1907 promovierte er an der Sorbonne, wo er 1912 Dozent, 1930 außerordentlicher und 1935 ordentlicher Professor für Musikgeschichte wurde. Zu seinen Studenten gehörte unter anderem Marc Pincherle.

## Schriften
- Descartes et la musique (Dissertation). Fischbacher, Paris 1907. Nachdruck Minkoff, Genf 1973.
- L’esthétique de Jean-Sébastien Bach. Fischbacher, Paris 1907.
- Dietrich Buxtehude. Fischbacher, Paris 1913. Deutsche Ausgabe: übersetzt von Klaus Beckmann. Schott, Mainz 2021, ISBN 978-3-95983-631-9.
- Schütz, Band 1 der Reihe Les Maîtres de la Musique. Alcan, Paris 1913; Nachdruck der Ausgabe von 1924 in der Éd. d'Aujourd'hui, Paris 1975.
- Les clavecinistes. Étude critique. Laurens, Paris 1924.
- L'art des organistes, in Albert Lavignac, Encyclopédie de la musique et dictionnaire du conservatoire 2/2, Paris 1926.
- Histoire de la musique de la fin du XIVe à la fin du XVIe siècle. Laurens, Paris 1940.